# Pavel Hanousek
Pavel Hanousek (31. ledna 1933, Brno – 31. ledna 2022, Ostrava) byl český pedagog, sbormistr a skladatel.

## Život
Pocházel z obce Těšany, kde jeho otec Pavel působil jako učitel. Po studiích v Brně získal spolu se svou ženou Evou v roce 1955 učitelské místo v Ostravě. Oba vyučovali hudební výchovu na základních školách. Do jejich hodin docházeli posluchači pedagogické fakulty na praxi, dětské pěvecké sbory, které založili, získaly ocenění v různých soutěžích. Od konce 60. let Pavel Hanousek do výuky aplikoval Schulwerk Carla Orffa, následně připravil řadu seminářů pro učitele. Jím vedený dětský pěvecký sbor Hvězda nastudoval během 70. a 80. let dětské party pro 13 operních inscenací (Jakobín, Carmen, Příhody lišky Bystroušky, Naši furianti ad.), avšak z politických důvodů nebyl jako sbormistr uváděn. Se sborem také realizoval dětské opery Kurta Schwaena Král Midas a Dobroslava Lidmily Potopa. Hudbě se profesně věnují rovněž tři synové (Petr, Pavel, Jiří) i vnuci (Petra, Jan, Alena).    

## Dílo
Skladby Pavla Hanouska zazněly např. na Festivalu hudebně-dramatické tvorby pro děti v Karviné (1987), Festivalu duchovní hudby v Opavě (1994), Festivalu studentských orchestrů v Praze (1996) nebo festivalu Hudební současnost v Ostravě (2002, 2022). Část jeho instruktivní tvorby vyšla tiskem v nakladatelství Ritornel (Na chaloupce v horách – pro housle a klavír, Když dlouho pršelo – pro housle a violoncello, 1999) či kompaktním disku Pavel Hanousek dětem, který zaznamenal tři orchestrální suity v podání Dětského komorního orchestru ZUŠ Václava Kálika v Opavě pod taktovkou jeho snachy Nadi (1997).
K reprezentativním skladbám patří:
- dětská opera Ferda Mravenec (lib. Blanka Kabeláčová) – prem. 1970
- dětská opera Šípková Růženka (lib. Jaroslava Eichackerová) – prem. 1987, nově 2022
- kantáta Modlitby z archy (podle Carmen Bernos de Gasztold, 1996) – dosud neuvedeno
- Pastorální mše Vánoční (lidový text) – prem. 1981
- kantáta Svatá Anežka Česká – prem. 1989
- Čtyři žalmy pro sólo, sbor a varhany – prem. 1994
- orchestrální Dětská suita, Malá jesenická suita, Šípková Růženka – premiéry 1994–1996
- melodramy Astronomický příběh, Filémon a Baucis (2004) – dosud neuvedeno

Dále napsal řadu písní pro děti (např. cyklus Na zahrádce – 1990), pro kostelní kůr (např. Zvěstování – 1994, Hymnus Slunce – 2008) a množství úprav lidových písní.